# Sie küßten und sie schlugen ihn
Sie küßten und sie schlugen ihn in der BRD, Streiche und Schläge in der DDR (französisch Les Quatre Cents Coups ‚Die vierhundert Streiche‘), ist ein Filmdrama des französischen Regisseurs François Truffaut. Der Film ist der erste Teil des Antoine-Doinel-Zyklus, den Truffaut mit dem Darsteller Jean-Pierre Léaud drehte und mit den Filmen Antoine und Colette, Geraubte Küsse, Tisch und Bett und Liebe auf der Flucht über einen Zeitraum von zwanzig Jahren fortsetzte. Er gilt als Klassiker der französischen Filmgeschichte in der zweiten Hälfte des 20. Jahrhunderts und gehörte zu den Werken, die die Nouvelle Vague begründeten.

## Handlung
Die Handlung zeichnet den Weg des 14-jährigen Antoine nach, der in Paris Ende der 1950er Jahre in recht bescheidenen Verhältnissen bei seiner lieblosen Mutter und dem eher kumpelhaften Stiefvater aufwächst. Angestiftet besonders von seinem besten Freund René, einem Jungen aus reichem Hause, wird Antoine durch Streiche auffällig und schwänzt häufig die Schule. Eines Tages gibt er als Entschuldigung für sein Fehlen den angeblichen Tod seiner Mutter an, was schnell als Lüge auffliegt. Nach dieser Infamie drohen ihm Sanktionen.
Antoine läuft davon und verbringt eine Nacht in der Stadt. Die Mutter – die er beim Schulschwänzen mit einem fremden Mann gesehen hat – gibt sich kurzzeitig zugewandt und verständnisvoll und verspricht ihm 1000 Franc, falls er sich besserte und den besten Aufsatz seiner Klasse ablieferte. Als der Schullehrer einen Aufsatz über ein beeindruckendes Erlebnis verlangt, wählt der Junge den Tod seines Großvaters zum Thema und schreibt von Honoré de Balzac ab. Dies fällt dem Lehrer sogleich auf, und Antoine läuft aus der Schule davon. Am liebsten will er nun ganz seinem Zuhause und der Schule entkommen. Er kommt zunächst bei René unter, dessen Eltern sich ebenfalls nicht viel um ihr Kind kümmern.
Zusammen mit dem Freund entwendet er aus der Firma des Stiefvaters eine Schreibmaschine, um sie bei einem Hehler zu Geld zu machen, wird sie dort aber nicht los. Beim Versuch, die Schreibmaschine unbemerkt zurückzubringen, wird er entdeckt und vom Stiefvater der Polizei übergeben. Die Eltern willigen ein, Antoine in einem Erziehungsheim in der Provinz unterzubringen, und wollen sich fortan nicht mehr um ihn kümmern.
Antoine flieht schließlich aus dem nach militärischen Prinzipien geführten Heim und läuft in der letzten Szene des Filmes ans Meer, das er nie zuvor gesehen hat.

## Hintergründe
Sie küßten und sie schlugen ihn war der erste Langfilm des 27-jährigen François Truffaut, der in den Jahren zuvor als Kritiker bei der Filmzeitschrift Cahiers du cinéma erste Bekanntheit erlangt hatte. Er gilt als ein Gründungsfilm der Nouvelle Vague und brachte dieser den Durchbruch. Die Geschichte um den Jungen (gespielt von Jean-Pierre Léaud), der in ignoranter Umgebung aufwächst, wurde der Beginn des Antoine-Doinel-Zyklus, den Truffaut mit Antoine und Colette, Geraubte Küsse, Tisch und Bett und Liebe auf der Flucht über den Zeitraum der folgenden zwanzig Jahre stets mit demselben Darsteller fortsetzte.
Truffaut widmete seinen Film der Erinnerung an den Filmkritiker André Bazin, der für ihn zu einer Vaterfigur geworden war – Ende der 1940er, Anfang der 1950er Jahre hatte Truffaut zeitweise im Hause der Bazins gewohnt – und der am Tag des Beginns der Dreharbeiten gestorben war.
Die Dreharbeiten fanden im Zeitraum vom 10. November 1958 bis zum 5. Januar 1959 an den folgenden Orten statt: an diversen Drehorten, Straßen und Innenräumen, im 9. Arrondissement von Paris, der Gegend, in der Truffaut seine Kindheit verbracht hatte, sowie in der damals in der Rue de Vaugirard beheimateten Filmhochschule École technique de photographie et de cinéma (hier wurden die in der Schule spielenden Szenen gedreht), in einem Anwesen bei Saint-Pierre-du-Vauvray (das für die in der Erziehungsanstalt spielenden Szenen verwendet wurde) und am Strand von Villers-sur-Mer (die Schlussszene des Films: Antoines Flucht aus der Erziehungsanstalt und Lauf ans Meer).
Was zunächst als 20-Minüter gedacht war, erweiterte Truffaut mit seinen eigenen Kindheitserfahrungen bis zur Spielfilmlänge. Auch Truffaut war mit elf Jahren erstmals von zu Hause weggelaufen und legte sich häufiger mit Lehrern an. Sein Vater übergab ihn nach kleineren Diebstählen zeitweise einem Heim, das als Mischung aus Besserungsanstalt und Psychiatrie beschrieben wurde, und das dem Heim nahe Meer wurde für Truffaut, ähnlich wie für Antoine in der Schlussszene, zu einem Symbol der Freiheit. Trotz dieser Parallelen wehrte er sich dagegen, die Figur des Antoine mit ihm gleichzusetzen. Zeitweise schrieb Truffaut auch an einem Drehbuch über eine weibliche Version des Antoine Doinel, das er aber nie vollendete. Die Geschichte über die aufmüpfige Janine Castang wurde schließlich von dem Truffaut-Schüler Claude Miller verfilmt und kam 1988 unter dem Titel Die kleine Diebin in die Kinos. Der Film spielt in derselben Zeit, die von Charlotte Gainsbourg gespielte Protagonistin landet im Heim und flieht zum Meer.
Der Originaltitel spielt auf eine französische Redewendung („faire les 400 coups“) an, nach der ein Mensch 400 Streiche macht, bevor er vernünftig wird (im Sinne von „sich die Hörner abstoßen“). Der Ursprung dieser Redewendung liegt in der Zeit der Hugenotten-Rebellion, der Belagerung von Montauban (1621).
Sie küßten und sie schlugen ihn gilt als einer der ersten Filme, die mit einem Freeze Frame enden.
In einem Cameo-Auftritt ist Truffaut selbst kurz zu sehen, als er auf dem Rummelplatz mit Antoine im Rotor steht und, als sich dieser in Bewegung setzt, an die Wand gedrückt wird. Auch Freunde und Kollegen Truffauts treten in Cameos auf: So wird der Liebhaber Gilberte Doinels, mit dem Antoine sie auf der Place Clichy sieht, dargestellt von Jean Douchet, und in der Szene auf dem Kommissariat sind Jacques Demy und Charles Bitsch als Polizisten zu sehen.
Einmal erlaubt sich Truffaut einen Anachronismus, als nämlich die Familie Doinel gemeinsam ins Kino geht. Dort wird, wenn man Antoines Mutter glaubt, Paris gehört uns gezeigt. Die Szene wurde jedoch im Dezember 1958 gedreht, als die Dreharbeiten zum Film diesen Titels noch lange nicht beendet waren. Paris nous appartient von Jacques Rivette wurde erst drei Jahre später, ab Dezember 1961, in Kinos gezeigt.

## Deutsche Fassungen
Es existieren zwei deutsche Synchronfassungen, eine für die BRD und eine für die DDR. Die West-Fassung entstand 1959 bei der Real-Film GmbH in Hamburg. Die Synchronregie übernahm Alfred Vohrer, das Dialogbuch wurde von Marcel Valmy verfasst. Die Ost-Fassung entstand 1969 im DEFA Studio für Synchronisation, Berlin. Harald Thiemann schrieb das Dialogbuch und Margot Spielvogel führte Regie.
| Figur                     | Darsteller         | Deutscher Sprecher       |                         |
| ------------------------- | ------------------ | ------------------------ | ----------------------- |
| Antoine Doinel            | Jean-Pierre Léaud  | Michael Siedentop        | Bernd Lehmann           |
| Gilberte Doinel           | Claire Maurier     | Gisela Trowe             | Lissy Tempelhof         |
| Julien Doinel, Stiefvater | Albert Rémy        | Arnold Marquis           | Dietmar Richter-Reinick |
| Französischlehrer         | Guy Decomble       | Heinz Ladiges            |                         |
| Hehler                    | Christian Brocard  | Heinz Petruo             |                         |
| Passant                   | Jean-Claude Brialy | Friedrich Georg Beckhaus |                         |

## Kritiken
Sie küßten und sie schlugen ihn wurde zu einem großen Kritikerfolg – so erhielt Truffaut den Regiepreis des Filmfestivals von Cannes, bei dem ihm im Vorjahr aufgrund seiner scharfen Kritik – er hatte den Festspielen 1958 eine altmodische und uninspirierte Auswahl von Filmen vorgeworfen – noch der Zutritt als Filmkritiker verweigert wurde. So erfasst der US-amerikanische Aggregator Rotten Tomatoes fast ausschließlich wohlwollende Besprechungen und ordnet den Film dementsprechend als „Zertifiziert Frisch“ ein.
Filmhistorische Bedeutung erlangte Sie küßten und sie schlugen ihn als Wegbereiter der Nouvelle Vague und Klassiker des französischen Kinos. They Shoot Pictures, Don’t They? zählt Sie küßten und sie schlugen ihn inzwischen zu den 50 angesehensten Werken der Filmgeschichte. Auch Starkritiker Roger Ebert zählte ihn zu seinen Lieblingsfilmen.

„In diesem Film erweist sich Truffaut als zorniger junger Franzose, der sowohl die Erziehungsmethoden der Vorgeneration als auch die Inszenierungsweise der Regie-Veteranen verachtet. Indem er die Geschichte eines vernachlässigten Jungen erzählt, propagiert er einen modernen Regie-Stil, der sich mehr auf Milieu und Situation als auf den Ablauf der Handlung konzentriert.“

„Der erste Spielfilm des damals 27jährigen Francois Truffaut begründete durch seine stilistische Intelligenz und Aufrichtigkeit den Ruhm der Neuen Welle.[…] Ein stilistisch und inszenatorisch wundervoller Film, der die zutiefst humane Geisteshaltung seines Schöpfers spiegelt.“

„Truffaut hat seinen Erstlingsfilm mit Verve und Engagement inszeniert. Das hat ihn zu einigen Übertreibungen verführt, sichert dem Film aber auch Spontanität und Authentizität.“

## Auszeichnungen
- François Truffaut und Marcel Moussy wurden für das Drehbuch für den Filmpreis Oscar nominiert.
- François Truffaut gewann den Regiepreis und den OCIC Award bei den Internationalen Filmfestspielen von Cannes 1959.
- New York Film Critics Circle Award – Bester fremdsprachiger Film (1959)
- Association Française de la Critique de Cinéma – Prix Méliès (1960)
- Bodil – Bester europäischer Film (1960)

## Popkulturelle Referenzen
In einer Folge der Zeichentrickserie Die Simpsons gibt es eine Anspielung auf Sie küßten und sie schlugen ihn. Nelson Muntz läuft dabei wie die Hauptfigur Antoine Doinel am Ende des Films am Meer entlang.

## DVD
Sie küssten und sie schlugen ihn. (Teil der François Truffaut Collection.) Concorde Home Entertainment, 2005. – Enthält als Extras u. a. Casting-Aufnahmen mit Jean-Pierre Léaud, Patrick Auffay und Richard Kanaian sowie Ausschnitte aus dem TV-Feature Reflets de Cannes.